# Allophyes
Allophyes – rodzaj motyli z rodziny sówkowatych.
Rodzaj ten zamieszkuje krainę palearktyczną. W Polsce reprezentowany jest tylko przez krematę głogówkę.
Takson ten wprowadzony został w 1943 roku przez Williego H.T. Tamsa. Obejmuje 15 opisanych gatunków zgrupowanych w czterech podrodzajach:
- Allophyes (Allophyes) Tams, 1942
  - Allophyes alfaroi Agenjo, 1951
  - Allophyes asiatica (Staudinger, 1892)
  - Allophyes benedictina (Staudinger, 1892)
  - Allophyes corsica (Spuler, 1905)
  - Allophyes cretica Pinker & Reisser, 1978
  - Allophyes metaxys Boursin, 1953
  - Allophyes oxyacanthae (Linnaeus, 1758) – kremata głogówka
  - Allophyes powelli Rungs, 1952
  - Allophyes protai Boursin, 1967
  - Allophyes sericina Ronkay, Varga & Hreblay, 1998
- Allophyes (Boursinyes) Ronkay, Ronkay & Gyulai, 2011
  - Allophyes albithorax (Draudt, 1950)
  - Allophyes miaoli Hreblay & Kobayashi, 1997
  - Allophyes yuennana Hreblay & Ronkay, 1997
- Allophyes (Crassophyes) Ronkay, Ronkay & Gyulai, 2011
  - Allophyes renalis (Wiltshire, 1941)
- Allophyes (Ohsimyes) Ronkay, Ronkay & Gyulai, 2011
  - Allophyes alces Ronkay, Ronkay & Gyulai, 2011
  - Allophyes heliocausta Boursin, 1957